# Volker Waldschmidt
Volker Waldschmidt (* 19. Oktober 1974 in Göttingen) ist ein deutscher Schauspieler.
Bekannt wurde Volker Waldschmidt vor allem durch die Hauptrolle des Achim Meier, die er von 1999 bis 2006 in der Serie Berlin Bohème spielte. Daneben erschien er in mehreren Episoden-Rollen in Serien wie Das Strafgericht, Einsatz täglich und K11 – Kommissare im Einsatz sowie in einer kleinen Rolle im Fernsehfilm Eine Prinzessin zum Verlieben mit Muriel Baumeister. 2007 spielte er eine Mini-Rolle in dem Kinofilm Warum Männer nicht zuhören und Frauen schlecht einparken .
Auf der Bühne stand Waldschmidt im Theater in Göttingen u. a. im Kriegsdrama Uzi und  in den Komödien Abdeckerei für alle und Akara.